# One Lagos Night
One Lagos Night es una película de comedia criminal nigeriana de 2021 ambientada en Lagos. Fue dirigida y producida por Ekene Som Mekwunye.

## Sinopsis
Ehiz siempre creyó que si se esforzaba, su imperfecta vida cambiaría para bien. Pero tres años después de terminar la universidad, su vida no ha mejorado y sigue sin ver los frutos que esperaba. Además, su novia termina su relación y está por ser desalojado del apartamento que comparte con Tayo, quien trabaja como guardia de seguridad. En medio del caos, le da a Dios un ultimátum para cambiar su vida, o será capaz de hacer un trato con el diablo.

## Lanzamiento
Se proyectó por primera vez en la clausura de la Semana de Nollywood, París, el 10 de mayo de 2021, siendo uno de los nueve largometrajes seleccionados oficialmente para proyectarse en el festival internacional de cine. Posteriormente, Netflix adquirió los derechos exclusivos de la película, estrenada en la plataforma el 29 de mayo de 2021. Recibió reseñas positivas como las de Filmrats.